# Сан-Висенте-де-Алжубаррота
Сан-Висенте-де-Алжубаррота (порт. São Vicente de Aljubarrota) — район (фрегезия) в Португалии, входит в округ Лейрия. Является составной частью муниципалитета Алкобаса. По старому административному делению входил в провинцию Эштремадура. Входит в экономико-статистический субрегион Оэште, который входит в Центральный регион. Население составляет 2267 человек на 2001 год. Занимает площадь 21,43 км².